# Hip hop latino
L'hip hop latino (latin hip hop), noto anche come rap latino, non è uno stile musicale omogeneo all'interno del mondo della musica hip hop, ma è piuttosto un termine che copre tutto l'hip hop prodotto dai musicisti di lingua riferibile allo spagnolo, come ad esempio il chicano rap.

## Spanglish hip hop
I primi rapper bilingue (Spanglish è una contrazione di spanish ed english, ovvero spagnolo e inglese) furono i Mean Machine, un gruppo del Bronx che incise il primo vero pezzo hip hop bilingue nel 1981 con la Sugarhill Records nel disco chiamato Disco Dream. Gli MCs del gruppo erano Mr. Schick, DJ Julio, Mr. Nice e Jimmy Mac. Nuyorican DJ ed il produttore Tony Touch inoltre menzionano, in una intervista a blackmagazine.it la traccia "Spanglish" di Spanish Fly & The Terrible 2, che uscì lo stesso anno per Enjoy Records. Gli altri pionieri newyorkesi del genere, Portoricani, includono Rubie Dee e Prince Whipper Whip dei Fantastic Five, DJ Charlie Chase dei Cold Crush Brothers, Master OC e Devastating Tito dei Fearless Four.

## Hip hop latino sulla West Coast
Nei tardi anni 1980 e nei primi anni 1990, la maggior parte dell'hip hop latino veniva dalla costa occidentale degli Stati Uniti. Il cubano-americano Mellow Man Ace fu il primo artista di questo genere a vedersi produrre un singolo da una major nel 1989. Mellow Man, detto il "Padrino del rap latino" e presente nella Hip Hop Hall of Fame, portò l'attenzione del grande pubblica sulle rime in spanglish grazie al suo singolo Mentirosa, diventato poi disco di platino.
Nel medesimo anno, Kid Frost si aggiunse come artista latino alla prima linea dei rapper con il singolo La Raza. I Cypress Hill, di cui Mellow Man Ace faceva parte prima di intraprendere la carriera solista, diventerà poi il primo gruppo di hip hop latino a raggiungere il disco di platino un anno dopo il debutto di Kid Frost. Il gruppo ha continuato su questa linea sfornando altri dischi d'oro e di platino.

## Hip hop latino sulla East Coast
Sulla costa orientale, artisti di hip hop latino come The Beatnuts emersero nei primi anni '90, con Chino XL, nativo del New Jersey, che guadagnò ampi riconoscimenti per il suo liricismo, ed altrettante critiche per i temi trattati. Nei tardi anni '90 il rapper portoricano Big Pun diventò il primo artista solista latino a vincere un disco di platino con il suo album di debutto intitolato Capital Punishment. Altri artisti di questo genere sulla East Coast lo hanno seguito ed hanno ricevuto supporto e buoni dati di vendita soprattutto grazie ai consumatori di origine latina, tra questi artisti vanno certamente ricordati Cuban Link e Immortal Technique di Perù.

## Il Southwest ed il Chicano rap
L'hip hop latino (così come il suo sottogenere chicano rap) ha prosperato lungo la costa occidentale, e negli stati del Southwest e del Midwest con poca promozione grazie ala forte componente latina in queste regioni. Artisti texani come Chingo Bling, Baby Bash, South Park Mexican e Juan Gotti hanno goduto di vendite costanti ed hanno riscosso un buon successo nei tour degli stati del Southwest. Lil Rob, originario di San Diego, ha aperto le porte del mainstream al genere del chicano rap grazie al suo singolo Summer Nights, mentre Sinful dei Mexicanz e Kemo the Blaxican hanno continuato l'opera di diffusione dello spanglish hip hop nella West Coast.

## Urban Regional
Negli ultimi anni è entrato nell'uso comune il termine Urban Regional, coniato per riferirsi allo Spanish hip hop eseguito su beats mescolati a suoni e melodie tipiche dello stile musicale popolare del Messico, tipico di gruppi come Banda, Norteno ed altri. Rapper come Akwid, Jae-P, Crooked Stilo e David Rolas sono tra i più popolari artisti hip hop legati al genere dell'urban regional.

## Il Reggaeton
A Panama e Puerto Rico è stato creato un nuovo stile ispirato all'hip hop: il Reggaeton. Mentre artisti portoricani come Big Pun lasciavano il proprio segno sul mercato discografico americano legato all'hip hop, questo genere è stato fuso alla musica caraibica, allo stile elettronico ed al raggamuffin, creando un nuovo stile poi diffuso in molti paesi dell'America Latina. popolari interpreti di questo genere sono Tego Calderón, Daddy Yankee, Voltio, Calle 13 e Don Omar.

## La Latin rap/trap
La latin trap è un sottogenere latino della musica trap, influenzato dal reggaeton e dal southern hip hop, e guadagnò popolarità nell'America Latina dal 2007. I temi trattati dal genere sono de la calle, ovvero "della strada". Il genere ha raggiunto la fama grazie a rapper come J Balvin, Anuel AA, Bad Bunny e ozuna.
La trap venezuelana e argentina sta emergendo con forza negli ultimi anni.

## La diffusione dell'hip hop latino nei Caraibi
L'hip hop latino è un genere di successo soprattutto in paesi con un alto numero di emigranti negli Stati Uniti d'America, come ad esempio Porto Rico, i cui abitanti si sono mossi soprattutto a New York, Miami e Chicago: con il passare degli anni sono così decollati artisti del genere come Ruben DJ e Vico C. La hip di Ruben DJ, La Escuela (The School), e quella di Vico C's hit, La Recta Final (The way to the End), hanno ricevuto forte considerazione dalle radio nei tardi anni '80.
Va inoltre sottolineato che un certo numero di rapper della East Coast identificati solitamente come afroamericani hanno pure, solitamente ascendenza latina, in particolare dalla Repubblica Dominicana o da Porto Rico, come N.O.R.E., Lloyd Banks, Kane & Abel, Joe Budden, AZ, Juelz Santana e Fabolous. Da non dimenticare i rapper del Venezuela, che in quest'ultimo periodo hanno raggiunto un forte successo internazionale sia in America Latina che in Europa e negli Stati Uniti. Tra questi: Rekeson, El Prieto, Candelaria Family.

## Lista di artisti legati al genere dell'hip hop latino
- Plef
- Psycho Realm
- Magia Negra Squad
- Akwid
- Diego Carnal
- A.D.O.R.
- Bad Bunny
- Big Pun
- C-4
- Canserbero
- Pegal
- Cartel de Santa
- Cypress Hill
- Control Machete
- Se Armó Kokoa
- Cuban Link
- Daddy Yankee
- Dharius
- Delinquent Habits
- Dyablo
- DJ Laz
- Don Omar
- Fat Joe
- Immortal Technique
- J Balvin
- Joe Bataan
- KDC
- Kinto Sol
- Santi Mostaffa
- Kurious
- Locura Terminal
- Makiza
- Maluma
- Mr. Sancho
- Molotov
- Orishas
- Ozuna
- Pitbull
- Silencer
- Tego Calderón
- Tony Touch
- Vico C
- R loko